# Megismerni a kanászt
A Megismerni a kanászt egy széles körben ismert magyar népdal. A népdalgyűjtők olyan sok dallam- és egymástól teljesen különböző szövegváltozatát jegyeztek le, hogy nehéz elhatárolni egymástól a rokon dallamokat ugyanazon dallam változataitól, vagy megmondani, hogy egy-egy feldolgozás mely változat(ok)ból indult ki. A sok rokon dallam két gyakori szövegkezdete a címbelin kívül: Két tyúkom tavalyi és Hücs ki disznó a berekből. E szövegek más dallamokkal is előfordulnak.
| Szerző            | Mire        | Mű                                   | Előadás |
| ----------------- | ----------- | ------------------------------------ | ------- |
| Kodály Zoltán     | két szólam  | Bicinia Hungarica, I. füzet, 41. dal | [ 2 ]   |
| Kodály Zoltán     | férfikar    | Karádi nóták, 4. dal                 | [ 3 ]   |
| Kodály Zoltán     | daljáték    | Háry János                           | [ 4 ]   |
| Szervánszky Endre | zongora     | Zongoraiskola 2.                     | [ 5 ]   |
| Petres Csaba      | két furulya | Tarka madár, 35. kotta               |         |

Egy e szócikkben nem szereplő dallamváltozatot  Bartók Béla is feldolgozott 1929-ben megjelent Húsz magyar népdal című művében énekhangra és zongorára.

## Kotta és dallam

### Szöveg
| Megismerni a kanászt cifra járásáról, elöl fűzött bocskoráról, tarisznyaszíjáról. Hej! Élet, élet, kanászélet, ez aztán az élet, ha megunom magamat, magam is úgy élek. | Nem kell nékem a kanász, csak a felesége, zsíros, piszkos a kanász, gyöngy a felesége. Hej, élet, élet, betyár élet, ez aztán az élet, ha megunom magamat, magam is úgy élek. |

| A Háry János-beli szöveg a moll-változat dallamára: Hej, két tyúkom tavali, három harmadbéli, Ha tudtátok, hogy az enyém, mér adtatok ënnyi? Tyu-tyu, szölke, tyu-tyu barna, tyu-tyu mind a három, Az uram is itthon vagyon, nincsen semmi károm. | A Kanásztánc-beli szöveg, szintén a moll-változatra: Megösmerni a kanászt cifra járásáról, űzött-fűzött bocskoráról, tarisznyaszíjáról. Hücs ki disznó a berekből, csak a füle látszik, Kanászbojtár bokor alatt menyecskével játszik. |

## Felvételek
Moll:
- Megismerni a kanászt. YouTube (2013. április 23.)  (Hozzáférés: 2016. március 18.) (audió)
- Megismerni a kanászt. Dalok, versek birodalma (Hozzáférés: 2016. március 18.) (audió)
- Népdalok. cimbalom.nl (Hozzáférés: 2016. március 18.) (audió) arch

Dúr:
- Megismerni a kanászt. YouTube (2013. március 5.)  (Hozzáférés: 2016. március 18.) (videó)